# MoodLogic
MoodLogic war ein Musikverwaltungsprogramm, das dem Nutzer die Möglichkeit gab, Musik nach Genre, Geschwindigkeit, Erscheinungsjahr, Ähnlichkeit und sechs voreingestellten Gefühlsstimmungen auch in Kombination zu filtern.

## Erkennung und Funktionen
Von jedem Musikstück im MP3-Format wurde ein akustischer Fingerabdruck erstellt und in eine lokale Datenbankdatei übertragen. Diese Daten wurden über das Internet mit einem zentralen Server abgeglichen, auf dem, sofern bereits vorhanden, die Bewertungen anderer Nutzer zum selben Musikstück stehen. Nach dieser Erkennungsphase war das Programm auch ohne Internetanbindung nutzbar, um die Musik nach genannten Kategorien zu filtern. Dateinamen und ID3-Signaturen konnten nach erfolgreicher Erkennung korrigiert werden, eine Einordnung in künstlerspezifische Ordner auf der Festplatte war nach Bedarf automatisch möglich.
Das Programm konnte ohne Netzanbindung betrieben werden, wenn die Datenbank einmal via Serververbindung erstellt wurde. Eine Installation ohne Server war nicht möglich.
Die Software zu Bewertung und Verwaltung war nur auf Windows-PCs lauffähig; erzeugte Playlists konnten auf andere Geräte übertragen werden. Auf einigen MP3-Spielern zum Beispiel von Rio konnten auch Playlists aus der auf dem PC generierten lokalen Datenbank erzeugt werden.

## Creditsystem
Das Empfehlungssystem konnte nur auf „aktivierte“ Musikstücke angewendet werden. Für die Aktivierung waren Credits erforderlich, die man entweder kaufen oder durch Bewertung von Musikstücken erarbeiten konnte. Hierbei musste man die Musikstücke hinsichtlich Kriterien wie Genre, Stimmung, Instrumenten, Energielevel, Gefühl (z. B. traurig, aggressiv, aufregend) und weiteren bewerten.

## Aktualität
Seit 2004 gibt es kein Lebenszeichen mehr von den MoodLogic-Entwicklern. Die Datenbank mit den Liedinformationen wurde nicht mehr aktualisiert. 
Im Mai 2006 wurde MoodLogic von All Music Guide gekauft. Der Dienst wurde Anfang März 2008 durch den neuen Eigentümer Macrovision beendet.